# 克劳斯·克莱因费尔德

克劳斯-克里斯蒂安·克莱因费尔德

克劳斯-克里斯蒂安·克莱因费尔德 （德語：Klaus-Christian Kleinfeld，1957年11月6日—） 生于德国不来梅，德国职业经理人。

## 生平
克劳斯·克莱因费尔德生于一个工人家庭。曾在哥廷根大学学习企业经济学和经济教育学，并于1982年获得硕士学位。1992年获维尔茨堡大学经济与社会科学博士学位。2005年1月至2007年6月担任西门子公司董事长。因西门子公司卷入丑闻而下台。 2008年5月起担任美国铝业公司首席执行官。